# Бродмур (Калифорнија)
Бродмур (енгл. Broadmoor) насељено је место без административног статуса у америчкој савезној држави Калифорнија.

## Демографија
По попису из 2010. године број становника је 4.176, што је 150 (3,7%) становника више него 2000. године.
| Група             | 2000.         | 2010.         |
| Белци             | 1.630 (40,5%) | 1.283 (30,7%) |
| Афроамериканци    | 74 (1,8%)     | 100 (2,4%)    |
| Азијати           | 1.409 (35,0%) | 1.676 (40,1%) |
| Хиспаноамериканци | 729 (18,1%)   | 981 (23,5%)   |
| Укупно            | 4.026         | 4.176         |